# Старец Василий Грязнов
«Старец Василий Грязнов» — это история, факт, восстановленный по подлинным документам судебного следствия. Жизнь Василия Грязнова показана фактически, эпически, а не сюжетно.
«Ста́рец Васи́лий Грязно́в» — советский немой чёрно-белый фильм 1924 года режиссёра Чеслава Сабинского по сценарию главного редактора журнала «Атеист» И. А. Шпицберга, автора брошюры «Святой Василий Грязнов. Защита подмосковных акул текстильной промышленности».
Основанная на реальной истории антирелигиозная картина о Василии Павлово-Посадском (Грязнове), чья канонизация была прервана 1917 годом, о судебном разбирательстве 1920 года, установившего факты его мошенничества с мощами. В 1999 году РПЦ канонизировала его в святые.

## Сюжет
Первые годы Советской власти. В народном суде слушается дело о мошенничестве — купцы и духовенство пытаются создать культ «святого угодника» Василия Грязнова, однако о его деяниях выясняются интересные подробности.
Кандидат в святые оказывается местным бандитом, но очень набожным. Накопив денег и женившись на сестре текстильного фабриканта Лабазина, становится его близким компаньоном. Жестоко эксплуатируя рабочих он, не отходя от дел по управлению фабрикой, став купцом первой гильдии, самоназывается «чудотворцем» и пользуется религией для подавления назревающего протеста рабочих, призывая их угомониться и потерпеть.
После его смерти наследница его состояния, при содействии купечества и духовенства, выдумав «чудеса» и мумифицировав «мощи», подаёт документы на канонизацию и открытие монастыря с мощами «святого праведника». И только Октябрьская революция мешает этой затее.

## В ролях
- Пётр Старковский — Василий Грязнов
- Леонид Юренев — Лабазин, купец
- Вера Малишевская — монахиня
- Александр Громов — крестьянин
- Е. Каверина — Акулина, сестра Грязнова, жена Лабазина
- Мария Бабанова — дочь раскольника
- Михаил Галин — Александр II, царь
- Макс Терешкович — Филарет, митрополит
- Василий Зайчиков — монах-служка
- Антонин Панкрышев — эпизод
- Василий Ярославцев — эпизод

## Реальная основа
Велась подготовка к производству новых святых. Одним из таковых был «старец» Василий Грязнов. В молодости— разбойник, громила, а после стал крупным предпринимателем и подмосковным капиталистом. Дело о мошеннической инсценировке его культа было раскрыто выездной сессией московского народного суда в октябре 1920 г.— Религия и октябрьская революция / Борис Павлович Кандидов. — 1932. — 108 с. — стр. 14
16 октября 1920 года состоялся показательный суд над Ольгой Лабазиной и игумений Алевтиной, которых обвинили «в мошеннической инсценировке культа бандита, скопца, купца» с целью «эксплуатации отсталых масс на почве религиозных суеверий».
Среди исследованных по делу материалов были подлинное завещание Грязнова датированное 1868 годом, заверенное нотариусом Гадуковым в Москве, по которому половина доли Грязнова в совместной с купцом Лабазиным фирме завещалось родственникам, в итоге миллионершей стала Ольга Лабазина, которая организовала общину и инициировала канонизацию, в доказательство она составила «Житие» Грязнова, где указывала 12 чудес, якобы им совершённых, в том числе — вылечил головную боль квасом; по его совету горбатая девушка искупалась в реке и горб исчез и т. п.
Картина «Явление св. Сергия Радонежского Василию Грязнову» (ныне в собрании ГМИР) названа: «мошенническая инсценировка разговора капиталиста Грязнова с неким святителем с неба».
Для изобличения якобы доброго отношения Грязнова к рабочим было представлено «Общее расписание» фабрики, где среди прочих, жёстких даже для того времени правил («за опоздание на 15 мин. — вычет как за весь день»), под угрозой денежного штрафа рабочим вменялось в обязанность посещение церкви.
Отдельно была проведена экспертиза «мощей» — два пальца Грязнова, которые после его смерти были отделены от тела по указанию Лабазина, — их исследовал профессор П. С. Семеновский, давший заключение, что эти останки мумифицированы с помощью розового масла.
В 1999 году Священный Синод РПЦ канонизировал Василия Грязнова в лике местночтимых святых Московской епархии, мощи покоятся в крипте Покровско-Васильевского мужского монастыря в Павловском Посаде. Считается покровителем предпринимателей, при этом в программе «Святая правда» протоиерей Андрей Ткачев назвал его «святым рабочих окраин».

## Критика
Одним из примеров антирелигиозного фильма, направленного на критику православия, является кино-картина Чеслава Сабинского «Старец Василий Грязнов». Фильм был направлен на обличение церковных авантюр. Василий Грязнов, причисленный к лику святых, показан как душегуб и грабитель. В целом, духовенство показано развратным и корыстным, а религия — лишь средство для обогащения.— Любимова О. В. — Феномен антирелигиозных фильмов в советском кинематографе 1920-х гг. // Научный журнал, 2019